# Immeln
Immeln is een plaats in de gemeente Östra Göinge in het Zweedse landschap Skåne en de provincie Skåne län. De plaats heeft 291 inwoners en een oppervlakte van 58 hectare. De plaats ligt aan het zuidpunt van het gelijknamige meer Immeln, voor de rest bestaat de directe omgeving van het dorp uit zowel landbouwgrond als bos. In de plaats zijn een onder andere een camping, kleine jachthaven en een plaats die is ingericht om er te zwemmen/recreëren te vinden. De stad Kristianstad ligt zo'n twintig kilometer ten zuiden van het dorp.